# Anton Cyprich
Anton Cyprich, též Ciprich (5. ledna 1907, Svrčinovec – 17. května 1984, Chicago) byl slovenský důstojník a pedagog.

## Životopis
Důstojník slovenské armády, do roku 1939 učitel. V době Slovenského státu (1939-1945) pracovník Velitelství pozemního vojska v Banské Bystrici, během SNP přednosta 4. materiálového oddělení Velitelství 1. čs. armády na Slovensku, od prosince 1944 velitel 4. partyzánského pluku, od února 1945 velitel 4. partyzánské brigády, po osvobození plukovník ČSA, 1948 emigroval.